# Haworthia pectinis
Haworthia pectinis är en grästrädsväxtart som beskrevs av M. Hayashi. Haworthia pectinis ingår i släktet Haworthia och familjen grästrädsväxter. Inga underarter finns listade i Catalogue of Life.